# ساكنات الوحل
ساكنات الوحل (الاسم العلمي: Limicolae) هي رتيبة من الطيور تتبع رتبة الزقزاقيات من طائفة الطيور.

## فيالق
- صائدينات المحار (الاسم العلمي:Haematopoidea)

## فصائل
- الزقزاقية
- زقزاقية السرطان
- الفلروبية
- الطياطي

## أجناس
- زقزاق